# House of Cards (miniserie televisiva)
House of Cards è una miniserie televisiva britannica trasmessa dalla BBC in quattro puntate, dal 18 novembre al 9 dicembre 1990, con protagonista Ian Richardson nei panni di Francis Urquhart. La sceneggiatura è stata adattata da Andrew Davies ispirandosi all'omonimo romanzo scritto da Michael Dobbs, ex Capo dello staff presso la sede del partito conservatore.
Nel 2000 la serie era 84ª nella lista del British Film Institute che comprendeva i 100 migliori programmi della televisione anglosassone. Nel 2013 il romanzo di Dobbs e la miniserie sono stati la base su cui Beau Willimon ha creato l'omonima serie statunitense House of Cards - Gli intrighi del potere con protagonista Frank Underwood, interpretato da Kevin Spacey e prodotta da Netflix.